# Real Rob
Real Rob és una sitcom estatunidenca creada per Rob Schneider. La sèrie es va estrenar l'1 de desembre de 2015 a Netflix. La sèrie segueix el dia a dia de Rob, incloent la seua esposa i la seua filla en la vida real: Patricia i Miranda. El 27 de juliol de 2016 la sèrie va renovar a Netflix per a una segona temporada, que es va estrenar el 29 de setembre de 2017. La sèrie va ser renovada per a una tercera temporada, però va ser cancel·lada tot just a l'acabar la segona.

## Repartiment
- Rob Schneider com ell mateix
- Patricia Schneider com a Patricia, l'esposa de Rob d'ascendència mexicana.[5]
- Jamie Lissow com a Jamie, l'ajudant incompetent d'en Rob.[6][7]
- Miranda Scarlett Schneider com a Miranda. És presentada a la sèrie com la filla de Rob i Patricia d'onze mesos.[8]
- Max Amini com l'assetjador d'en Rob, un xic que observa tots els moviments d'en Rob.[9]
- Andrei Aldochine com a Udo, un stripper que Patricia contracta de mainadera.[8]
- Adam Korson com a Andy, l'agent de Rob.[10]
- Kym Jackson com a Margaret, la nòvia de Jamie's que treballa en una botiga de marihuana.[11][12]
- Keith Stubbs com el comptable de Rob.

També apareixen com a artistes convidats David Spade, Norm Macdonald, Adam Sandler, Michael Madsen, Danny Trejo, i George Lopez.

## Episodis
Els episodis van ser dirigits per Rob Schneider i escrits per Rob, Patricia Schneider i Jamie Lissow.

### 1a temporada (2015)
| Núm. total | Núm. de la temporada | Títol                      | Data d'estrena original |
| ---------- | -------------------- | -------------------------- | ----------------------- |
| 1          | 1                    | «Pilot»                    | 1 de desembre de 2015   |
| 2          | 2                    | «The Penis Episode Part 1» | 1 de desembre de 2015   |
| 3          | 3                    | «The Penis Episode Part 2» | 1 de desembre de 2015   |
| 4          | 4                    | «VIP Treatment»            | 1 de desembre de 2015   |
| 5          | 5                    | «Gaying in Shape»          | 1 de desembre de 2015   |
| 6          | 6                    | «Cleaning House»           | 1 de desembre de 2015   |
| 7          | 7                    | «What's My Thing?»         | 1 de desembre de 2015   |
| 8          | 8                    | «Opening Night»            | 1 de desembre de 2015   |

### 2a temporada (2017)
| Núm. total | Núm. de la temporada | Títol                        | Data d'estrena original |
| ---------- | -------------------- | ---------------------------- | ----------------------- |
| 9          | 1                    | «Acupuncture & Spring Rolls» | 29 de setembre de 2017  |
| 10         | 2                    | «Priorities»                 | 29 de setembre de 2017  |
| 11         | 3                    | «Best Play Date Ever»        | 29 de setembre de 2017  |
| 12         | 4                    | «Zen What Happens»           | 29 de setembre de 2017  |
| 13         | 5                    | «Coffee Business»            | 29 de setembre de 2017  |
| 14         | 6                    | «Authentic Self»             | 29 de setembre de 2017  |
| 15         | 7                    | «Who Loves You»              | 29 de setembre de 2017  |
| 16         | 8                    | «Now Boarding»               | 29 de setembre de 2017  |